# Staffan Kronwall
Staffan Kronwall (ur. 10 września 1982 w Järfälla) – szwedzki hokeista, reprezentant Szwecji, olimpijczyk.
Jego bracia Mattias (ur. 1977) i Niklas (ur. 1981) także zostali hokeistami.

## Kariera
- Huddinge IK J18 J20 (1999-2002)
- Djurgårdens IF (2002-2005)
- Brynäs IF (2005)
- Toronto Maple Leafs (2005-2009)
  -  Toronto Marlies (2005-2009)
- Washington Capitals (2009)
  -  Hershey Bears (2009)
- Calgary Flames (2009-2010)
  -  Abbotsford Heat (2009-2010)
- Djurgårdens IF (2010-2011)
- Siewierstal Czerepowiec (2011-2012)
- Łokomotiw Jarosław (2012-2020)

Wychowanek Järfälla HC. Od 2012 zawodnik Łokomotiwu Jarosław. We wrześniu 2013 przedłużył kontrakt o dwa lata, w grudniu 2015 o rok, zaś sierpniu 2017, w styczniu 2018 i w kwietniu 2019 prolongował kontrakt o rok. Od 2015 był kapitanem drużyny. Po sezonie KHL (2019/2020) ogłosił zakończenie kariery zawodniczej.
Uczestniczył w turniejach mistrzostw świata w 2011, 2012, 2013, 2015 oraz zimowych igrzysk olimpijskich 2018.

## Sukcesy

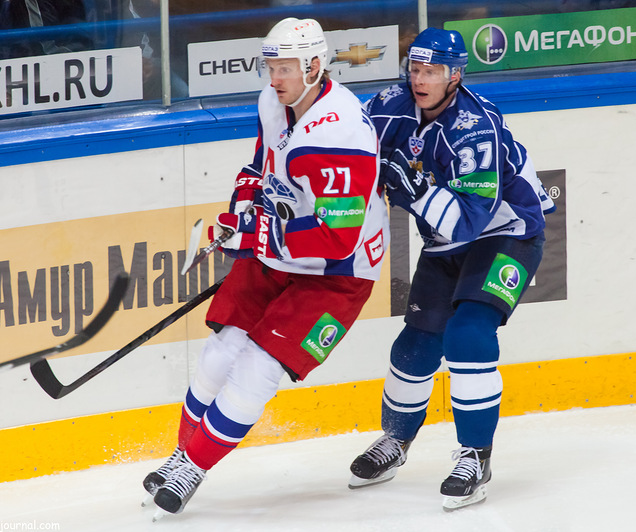
Staffan Kronwall (z lewej) w barwach Łokomotiwu (2012). Obok Mika Pyörälä (Amur Chabarowsk)

Reprezentacyjne
- Srebrny medal mistrzostw świata: 2011
- Złoty medal mistrzostw świata: 2013

Klubowe
- Puchar Caldera: 2009 z Hershey Bears
- Brązowy medal mistrzostw Rosji: 2014, 2017 z Łokomotiwem Jarosław

Indywidualne
- Channel One Cup 2011:
  - Najlepszy obrońca turnieju
  - Pierwsze miejsce w klasyfikacji kanadyjskiej turnieju: 4 punkty
- Karjala Cup 2012:
  - Najlepszy obrońca turnieju
- KHL (2012/2013):
  - Mecz Gwiazd KHL[7]
  - Piąte miejsce w klasyfikacji strzelców wśród obrońców w fazie play-off: 3 gole
- Kajotbet Hockey Games 2013:
  - Pierwsze miejsce w klasyfikacji asystentów turnieju: 2 asysty
  - Najlepszy obrońca turnieju
- KHL (2015/2016)
  - Najlepszy obrońca miesiąca – listopad 2015[8]
  - Nagroda Dżentelmen na Lodzie dla obrońcy[9]
- KHL (2016/2017):
  - Czwarte miejsce w klasyfikacji asystentów wśród obrońców w fazie play-off: 8 asyst
- KHL (2017/2018):
  - Czwarte miejsce w klasyfikacji asystentów wśród obrońców sezonie zasadniczym: 25 asyst
  - Trzecie miejsce w klasyfikacji kanadyjskiej wśród obrońców sezonie zasadniczym: 35 punktów
- KHL (2018/2019)
  - Najlepszy obrońca miesiąca – luty 2019[10]
  - Czwarte miejsce w klasyfikacji strzelców wśród obrońców w fazie play-off: 3 gole